# 우리집 막내극장
《우리집 막내극장》은 2020년 5월 21일부터 2020년 6월 11일까지 방송된 동물 전문 교양 프로그램이다.

## 기획 의도
반려동물 1천만 시대를 맞아 어느 새 가족의 일원이 된 개와 고양이, 동물을 사랑하는 모든 반려인들이 꼭 봐야 할 동물판 옴니버스 인간극장.

## 방송 일정
| 방송 채널 | 방송 기간                         | 방송 시간                    | 비고  |
| --------- | --------------------------------- | ---------------------------- | ----- |
| JTBC      | 2020년 5월 21일 ~ 2020년 6월 11일 | 매주 목요일 저녁 6:25 ~ 8:00 | 4부작 |

## 출연진
- 박세리
- 노주현
- 신다은
- 이상아

## 같이 보기
관련 항목
- 반려동물

방송 프로그램
- 우리말 겨루기 (KBS 교양운영팀 제작)
- 가족오락관, 상상오락관, 옥탑방의 문제아들 (KBS 예능운영팀 제작)
- 동물의 왕국, 동물의 세계, 동물극장 단짝 (KBS 1TV)
- 주주클럽, 슈퍼독, 단짝, 은밀하고 위대한 동물의 사생활, 개는 훌륭하다, 나는 아픈 개와 산다, 펫 비타민 (KBS 2TV)
- 동물일기, 야옹멍멍 귀여워, 세상에 나쁜 개는 없다, 고양이를 부탁해, 아기 동물 귀여워, 펫하트 (EBS 1TV)
- 세계의 비밀 수호대 번개맨 (EBS 2TV)
- 와우! 동물천하, 애니멀즈, 하하랜드, 오래봐도 예쁘다, 2020 추석특집 아이돌 멍멍 선수권대회, 심장이 뛴다 38.5 (MBC TV)
- TV 동물농장, 어쩌다 마주친 그 개, 펫미픽미, 생활의 달인, 더솔져스, 검은 양 게임 (SBS TV)
- 마리와 나, 그랜드 부다개스트 (JTBC)
- 기막힌 동물원, 우리집에 해피가 왔다 (MBN)
- 동고동락, 개먼드라마 파트라슈 (TV조선)
- 대화가 필요한 개냥, 냐옹은 페이크다, 캣츠 앤 독스, 슬기로운 의사생활, 슬기로운 의사생활 시즌2, 해치지 않아, 해치지 않아 X 스우파, 슈퍼액션 (tvN)
- 펫토리얼리스트 (온스타일)
- 주현미의 러브레터, 송진우의 용감한 라디오, 이각경의 해피타임 4시, 유지원의 밤을 잊은 그대에게 (KBS 2라디오)
- 오늘아침 정지영입니다, 이석훈의 브런치카페, 두시의 데이트, 4시엔 윤도현입니다, 푸른밤 옥상달빛입니다 (MBC FM4U)
- 장일범의 유쾌한 클래식 (월~토요일), 이준형의 비욘드 클래식 (일요일) (cpbc FM)
- 개별방송, 식빵 굽는 고양이, 잘살아보시개, 오 마이 펫, 여자친구! 강아지를 부탁해, 펫 닥터스 (skyPetpark)
- 상상고양이 (MBC 에브리원)
- 달려라 댕댕이 (MBC 에브리원, MBC 스포츠플러스 공동 제작)
- 펫츠고! 댕댕트립 (SBS 플러스)
- 소나무의 펫하우스 (SBS M)
- 라디오 북클럽, 주말하이킥 이윤석입니다 (MBC 표준FM)
- 개밥 주는 남자, 너는 내 운명, 서민갑부 (채널A)
- 천재! 시무라 동물원 (日 NTV)
- 도그 위스퍼러 (美 NGC채널)
- 지옥에서 온 고양이 (美 애니멀 플래닛)
- 개과천선 아메리카 (영국 채널 4, Sky One)